# Spoorlijn Walbourg - Lembach
De Spoorlijn Walbourg - Lembach was een Franse spoorlijn van Walbourg naar Lembach. De lijn was 17,4 km lang en heeft als lijnnummer 154 000.

## Geschiedenis
Het gedeelte tussen Walbourg en Wœrth werd geopend op 1 december 1891 door de Reichseisenbahnen in Elsaß-Lothringen. Op 1 augustus 1899 werd het gedeelte tussen Wœrth en Lembach geopend.  Reizigersverkeer werd opgeheven op 1 oktober 1947. Goederenvervoer tussen Wœrth - Lembach heeft plaatsgevonden tot 28 september 1975, op 1 oktober 1991 werd het goederenvervoer opgeheven tussen Walbourg en Wœrth. Daarna is de lijn opgebroken.

## Aansluitingen
In de volgende plaats was er een aansluiting op de volgende spoorlijnen:
Walbourg
RFN 146 000, spoorlijn tussen Vendenheim en Wissembourg
RFN 153 000, spoorlijn tussen Mertzwiller en Seltz